# Voetbalkampioenschap van Ravensberg-Lippe 1907/08
In 1907/08 werd het tweede voetbalkampioenschap van Ravensberg-Lippe gespeeld, dat georganiseerd werd door de West-Duitse voetbalbond. 
Teutonia Osnabrück werd kampioen en plaatste zich voor de West-Duitse eindronde. De club verloor meteen van FC 1894 München-Gladbach.

## 1. Klasse

### Groep A
| Plaats | Club                      | Wed. | W | G | V | Saldo | Ptn. |
| ------ | ------------------------- | ---- | - | - | - | ----- | ---- |
| 1.     | FC Teutonia Osnabrück     | 6    | 5 | 0 | 1 | 21:7  | 10:2 |
| 2.     | FC 1899 Osnabrück         | 6    | 4 | 0 | 2 | 20:9  | 8:4  |
| 3.     | FC Olympia 1903 Osnabrück | 6    | 2 | 0 | 4 | 10:16 | 4:8  |
| 4.     | Osnabrücker BV 05         | 6    | 1 | 0 | 5 | 6:25  | 2:10 |

|  | Geplaatst voor finale |

### Groep B
| Plaats | Club                      | Wed. | W | G | V | Saldo | Ptn. |
| ------ | ------------------------- | ---- | - | - | - | ----- | ---- |
| 1.     | 1. FC Arminia Bielefeld   | 4    | 3 | 0 | 1 | 9:4   | 6:2  |
| 2.     | Bielefelder SC Ravensberg | 4    | 1 | 1 | 2 | 6:4   | 3:5  |
| 3.     | VfB 1903 Bielefeld        | 4    | 1 | 1 | 2 | 2:9   | 3:5  |

### Finale
|  |                       |       |                         |  |
|  | FC Teutonia Osnabrück | 4 – 1 | 1. FC Arminia Bielefeld |  |
|  |                       |       |                         |  |

## 2. Klasse

### Groep A
| Plaats | Club                         | Wed. | W | G | V | Saldo | Ptn. |
| ------ | ---------------------------- | ---- | - | - | - | ----- | ---- |
| 1.     | FC Teutonia Osnabrück II     | 6    | 6 | 0 | 0 |       | 12:0 |
| 2.     | FC Olympia 1903 Osnabrück II | 6    | 3 | 0 | 2 |       | 6:6  |
| 3.     | FC 1899 Osnabrück II         | 6    | 2 | 1 | 3 |       | 5:7  |
| 4.     | Osnabrücker BV 05 II         | 6    | 0 | 1 | 5 |       | 1:11 |

|  | Geplaatst voor finale |

### Groep B
| Plaats | Club                         | Wed. | W | G | V | Saldo | Ptn.  |
| ------ | ---------------------------- | ---- | - | - | - | ----- | ----- |
| 1.     | FC Viktoria Minden           | 8    |   |   |   |       | 15:01 |
| 2.     | FC Westfalia Minden          | 8    |   |   |   |       | 13:03 |
| 3.     | SV Viktoria Bad Oeynhausen   | 8    |   |   |   |       | 10:06 |
| 4.     | Bielefelder SC Ravensberg II | 8    |   |   |   |       | 09:07 |
| 5.     | 1. Bielefelder FC Arminia II | 8    |   |   |   |       | 03:13 |
| 6.     | VfB 1903 Bielefeld II        | 10   |   |   |   |       | 00:20 |

### Finale
|  |                    |       |                          |  |
|  | FC Viktoria Minden | 2 – 1 | FC Teutonia Osnabrück II |  |
|  |                    |       |                          |  |